# Ali Hussain Faris
Ali Hussain Faris (ar. علي حسين فارس; ur. w 1957) – iracki zapaśnik walczący w obu stylach. Dwukrotny olimpijczyk. Zajął siódme miejsce w Moskwie 1980; dwunaste i piętnaste w Los Angeles 1984. Walczył w wadze lekkiej i półśredniej.
Szósty na igrzyskach azjatyckich w 1978. Brązowy medalista igrzysk panarabskich w 1985. Wicemistrz Azji w 1981, czwarty w 1987. Mistrz arabski w 1983 roku.

## Letnie Igrzyska Olimpijskie 1980
| Konkurencja      | Rundy eliminacyjne     | Rundy eliminacyjne    | Rundy eliminacyjne | Rundy eliminacyjne      | Klas. końcowa |
| Konkurencja      | Przeciwnik I           | Przeciwnik II         | Przeciwnik III     | Przeciwnik IV           | Miejsce       |
| ---------------- | ---------------------- | --------------------- | ------------------ | ----------------------- | ------------- |
| 68 kg styl wolny | Mazen Tuleimat (SYR) Z | Octavian Dușa (ROU) P | wolny los Z        | Jagmander Singh (IND) P | 7.            |

## Letnie Igrzyska Olimpijskie 1984
| Konkurencja          | Rundy eliminacyjne     | Rundy eliminacyjne    | Klas. końcowa |
| Konkurencja          | Przeciwnik I           | Przeciwnik II         | Miejsce       |
| -------------------- | ---------------------- | --------------------- | ------------- |
| 74 kg styl klasyczny | Jouko Salomäki (FIN) P | Jeff Stuebing (CAN) P | 15.           |

| Konkurencja      | Rundy eliminacyjne   | Rundy eliminacyjne       | Rundy eliminacyjne    | Klas. końcowa |
| Konkurencja      | Przeciwnik I         | Przeciwnik II            | Przeciwnik III        | Miejsce       |
| ---------------- | -------------------- | ------------------------ | --------------------- | ------------- |
| 74 kg styl wolny | Muhammad Gul (PAK) Z | Selahattin Sağan (TUR) P | Shaban Sejdiu (YUG) P | 12.           |